# 那一夜我們在霓虹下起舞Neon Leon Live 95
那一夜我們在霓虹下起舞Neon Leon Live 95是香港歌手黎明出道以來場數最多的個人演唱會，由熱浪製造所、耀榮娛樂合辦，恒生銀行信用卡為主要贊助商，演唱會於1995年11月2日至27日一連26場在香港體育館舉行。

## 背景
此演唱會名為《那一夜我們在霓虹下起舞Neon Leon Live 95》，是黎明第三次在香港體育館（紅磡體育館）舉行的個人演唱會，演唱會名字由黎明的一個懂命理的朋友創作，原定於1995年11月2日至21日晚上舉行共20場，其後宣佈於1995年11月22日至23日加開2場及於1995年11月24日至27日加開4場，合共舉行26場，門票於1995年8月31日公開發售，票價分別為港幣380元、250元、160元、80元。黎明及主辦單位均表示這次演唱會的製作費昂貴，較預算超支數百萬元港幣。

## 製作沿革

### 舞台設計
黎明表示於1994年底已找來各方面的技術人員進行研究，大家均感「四面台」有給看穿的感覺，難以再有突破，因此決定採用「三面台」設計，每場可容納約七千名觀眾。舞台底部的高度原本為6呎，其後為了遷就前排觀眾的視線而將高度減少1呎，舞台上設置了不同的機關，包括大型火箭模型、螢幕牆及升降吊臂，同時引用當時最新穎的燈光及特技效果來營造氣氛，是香港首創在紅磡體育館設置大型電影銀幕的演唱會。

### 演出安排
為了把演唱會做到最好，黎明於1995年10月1日起謝絕外界一切活動，直到演唱會結束為止。在籌備演唱會期間，黎明每天過規律化的生活，定時游泳、練舞、跑步、練聲，並到北京中國音樂學院跟金鐵霖學習樂理，提升自己的歌唱技巧，同時亦花了兩個月時間學習結他，為自彈自唱演出作準備。黎明演唱的歌曲選自他歷年來主唱的歌曲作品，首場演唱會以新曲為主，其後在歌曲編排方面作出改動，增加了數首觀眾熟悉的舊曲，並要求全場觀眾一起合唱歌曲〈夏日傾情〉。此外，黎明採用「移形換影」的方式到後台換衣服，他在唱畢歌曲〈危情追踪〉後跑入後台，音樂持續10秒後，由舞蹈員洪強穿上與黎明一模一樣的服裝，扮演黎明出場跳舞。

### 台前幕後人員
演唱會由楊健恩製作有限公司及百事活娛樂事業有限公司製作，程壽康、張耀榮擔任出品人，陳善之擔任顧問，製作團隊在1995年8月23日進行首次會議，商討演唱會的歌曲編排及製作構思等細則，聽取多方面的意見及制訂多個不同的方案，包括運用電腦科技製造視覺效果，刺激觀眾的感觀，從外國邀請了《Batman Forever》的燈光組人員負責演唱會的燈光效果，而來自美國的音響師則負責為一萬多個觀眾席座位調較統一效果，使到前排和後排座位的觀眾同樣能接收清晰的音響效果，林青峰、韓錦濤、郭惠珍負責設計舞蹈，舞蹈員約有十五人。為了配合演唱會的演出編排，製作團隊在東南亞進行海選，招募了外形酷似黎明的舞蹈演員洪強參與演出。以下是演唱會的樂隊成員名單：
- Piano: 唐奕聰
- Synthsizer 1: 丁志光
- Synthsizer 2: 陳明道
- Guitar 1: Danny Leung
- Guitar 2: 鄧建明
- Bass: 林志宏
- Drums: Melchoir
- Programmer: 江志仁
- Chorus: 張偉文、雷有曜、李小梅、陳美鳳

## 反響

### 票房反應
主辦單位表示內部認購門票早已售罄，會視乎公眾反應及場館檔期而決定是否增加演唱會場數，其後宣佈加開2場，並於22場門票售出超過九成後再度宣佈加開4場，合共舉行26場，部份原價港幣380元的尾場門票被黃牛黨抄賣至2千元。有傳媒指演唱會的中價門票滯銷，需依靠產品商贈送門票，主辦單位回應表示有關的銀行及傳呼機公司是演唱會的贊助商，認為有門票送給客戶是理所當然，而其他產品商是以購買方式獲得門票，然後當作禮品送出，藉此宣傳其商品，與主辦單位無關。有公眾則表示即使演唱會加開至26場，但仍然買不到門票，同時認為有部份門票被產品商買下，導致其他觀眾購買門票的機會減少，黎明對於有產品商購下門票作禮品，認為這種宣傳產品的手法很見效用，但或多或少會影響其他人購買門票的機會，由於香港政府沒有立例限制，因此難以想出解決方法，他表示26場演唱會共售出約九成門票，且認為一個真正歌手是不會理會售票情況，反應是否理想應由公眾作出判斷。

### 各界迴響
在演唱會舉行期間，有流動商販在場外售賣黎明演唱會的照片、電影海報等商品，攤檔數目約有二十個，是當時歷年來最多。1995年11月5日晚上9時10分，警方接獲一名男子的匿名報案電話，指演唱會場館內放有炸彈，警員到場進行地氈式搜索，救護車亦在場館外戒備，但未有通知現場觀眾，以免造成恐慌，其後證實報案電話由場館附近的公共電話亭打出，未能聯絡報案人，主辦單位表示在舉辦演唱會之前沒有與任何人結怨，也沒有接到類似的恐嚇電話，認為事件只是一場惡作劇。現場觀眾來自香港及世界各地，也有演藝界人士前來觀看演唱會，每場入座率約百分之九十八，「黎明家族」在1995年11月13日舉行「國際歌迷日」活動，五千多名來自12個國家和地區（包括：香港、台灣、澳門、新加坡、馬來西亞、泰國、美國、加拿大、日本、韓國、澳洲、中國）的歌迷會成員穿上制服及拉起橫額，聚集在紅磡體育館的後台入口，叫喊口號以表示對黎明的支持。1995年11月27日是演唱會尾場，在開場前後仍有不少人聚集在場館外等待機會進場，場內觀眾則手持綠色螢光棒揮舞，演唱會結束後，現場觀眾在仍然唱著黎明的歌曲不願離開。

## 評論摘要

### 主辦單位
主辦單位之一的熱浪製造所主席程壽康表示，這個演唱會是其公司舉辦的壓軸節目，也是當年香港製作費最高的演唱會，製作費較預算超出數百萬元港幣，盈利因此而減少了，但他認為是值得。

### 媒體及觀眾
傳媒認為此演唱會經過精心製作，在舞台設計方面，序幕部份的大型火箭模型最為受到注意，惟首場演唱會因電腦故障而導致部份燈光及機關失靈，影響了演出效果。黎明首次以自彈自唱方式演繹歌曲，被視為是經典的表演環節之一。此外，黎明在演唱期間以替身演出亦成為傳媒的報導焦點之一，有雜誌認為黎明有欺騙觀眾之嫌，有報章則引述黎明的回應，指在演唱期間需要返回後台，因此邀請了一名在身高、體型、髮型方面與黎明相似的舞蹈員擔任替身，以配合演出效果，並表示有關雜誌的報導手法對觀眾不公平。傳媒認為黎明的狀態甚佳，演唱到最後一場，聲線未見沙啞，尾場演唱會的編排亦有所改善，增加了歌曲，演出流程較之前緊湊。有來自美國、馬來西亞、香港等地區的觀眾認為黎明完美無缺，願意花費金錢連續觀看26場演唱會。此外，黎明的親屬及演藝界人士亦以觀眾身份出席演唱會，歌手譚詠麟認為此演唱會的舞台設計良好，黎明的歌唱表現有進步；藝人胡楓以「十全九美」來評價此演唱會，他認為美中不足的地方是部份觀眾的座位較為偏側，觀賞角度不夠完美。黎明的父親認為黎明的演出表現合格，但仍有不少瑕疵，他表示黎明以自彈自唱方式表演結他的效果不是十分好，但以2個月時間速成學習來說已經算不錯。

### 歌手
黎明表示此次演唱會的製作費是當年香港的演唱會之中最為昂貴，採用了最新的服裝、道具、器材及技術，挑戰國際級水準，他對於首場演唱會因電腦故障而導致舞台燈光失準感到氣憤，並表示會份外努力，以彌補器材及設備方面的不足。在完成26場演唱會後，黎明感到失落及不捨，並以「今生無悔」來形容自己的感覺，他認為此次演唱會是個人體能突破，能夠保持聲線已經心滿意足，並表示每一晚離開場館，腦海仍然是演唱會裡的聲音，包括觀眾的尖叫聲、螢光棒、大合唱等，現場觀眾所帶動的氣氛無人可抗拒，因此感動流淚，觀眾對他的支持使他感到驕傲而滿足，是一個難忘的回憶。黎明將此次演唱會視為一項考試，他自問已經盡力而為，成績是好是壞應交由觀眾評核。在演唱場數方面，黎明表示場數多少須配合天時、地利、人和，作為歌手應該做好本份，盡力做到最好，不應為挑戰場數而顧此失彼，他認為在淡市中仍然能夠舉行26場演唱會，且每場入座率保持在百分之九十八左右，有如為他注射強心針，同時亦可以帶動其他歌手的演唱會有好成績。

## 出版作品
《黎明九五演唱會Neon Leon Live 95那一夜我們在霓虹下起舞》是此演唱會的現場專輯，由寶麗金在1996年以CD、VCD、DVD、LD、VHS形式發行。
| CD1      | CD1                      | CD1           | CD1                        | CD1   |
| 曲序     | 曲目                     |               | 作曲                       | 时长  |
| -------- | ------------------------ | ------------- | -------------------------- | ----- |
| 1.       | Just For Fun             | 劉卓輝        | K.Burgess、G.Bregovic      | 1:53  |
| 2.       | 夜搖遙                   | 周禮茂        | 米米CLUB                   | 4:05  |
| 3.       | 一生最愛就是你           | 林慕德        | 林慕德                     | 4:12  |
| 4.       | 深秋的黎明               | 娃娃          | 黃明洲                     | 4:33  |
| 5.       | 如果我們不再相愛         | 周治平        | 周治平                     | 4:37  |
| 6.       | 明日世界更漂亮／不醉舞夜 | 簡寧 ／劉卓輝 | 林慕德／Dito、Jorge Zarath | 3:19  |
| 7.       | 無名份的浪漫             | 林夕          | Hassan、Juwie              | 4:57  |
| 8.       | 告訴我你會在夢境中等我   | 林夕          | 玉置浩二                   | 4:23  |
| 9.       | 如果這是情               | 向雪懷        | 玉置浩二                   | 3:52  |
| 10.      | 愛情影畫戲               | 古倩敏        | 邰正宵                     | 4:06  |
| 11.      | 夢想成真                 | 簡寧          | 唐奕聰                     | 2:18  |
| 12.      | 危情追                   | 姚沁          | 山本洋太                   | 4:49  |
| 13.      | 醉溫馨                   | C.Y.Kong      | C.Y.Kong                   | 3:59  |
| 总时长： | 总时长：                 | 总时长：      | 总时长：                   | 51:03 |

| CD2      | CD2                    | CD2      | CD2           | CD2   |
| 曲序     | 曲目                   |          | 作曲          | 时长  |
| -------- | ---------------------- | -------- | ------------- | ----- |
| 1.       | 十字天使               | 向雪懷   | C.Y.Kong      | 4:25  |
| 2.       | 送你一瓣的雪花         | 古倩敏   | 恰克          | 4:14  |
| 3.       | 情緣                   | 向雪懷   | 中島薫        | 4:52  |
| 4.       | 最後的戀愛             | 單立文   | 單立文        | 2:10  |
| 5.       | 沒名字的歌，無名字的你 | 林夕     | Calvin Ho     | 4:11  |
| 6.       | 火舞艷陽               | 簡寧     | Masato Ishida | 3:57  |
| 7.       | 月亮下求你一吻         | 劉卓輝   | 桑田佳祐      | 4:58  |
| 8.       | 一夜傾情               | 向雪懷   | 玉置浩二      | 4:45  |
| 9.       | 夏日傾情               | 向雪懷   | 三木剛        | 4:12  |
| 10.      | 情是我所有             | 簡寧     | 伍思凱        | 5:38  |
| 11.      | 那有一天不想你         | 向雪懷   | 林慕德        | 6:06  |
| 总时长： | 总时长：               | 总时长： | 总时长：      | 49:28 |